# Léon Kalenga Badikebele
Léon Kalenga Badikebele (ur. 17 lipca 1956 w Kamina w Demokratycznej Republice Konga, zm. 12 czerwca 2019 w Rzymie) – duchowny katolicki, arcybiskup, nuncjusz apostolski.

## Życiorys
5 września 1982 otrzymał święcenia kapłańskie i został inkardynowany do diecezji Luebo. W 1988 rozpoczął przygotowanie do służby dyplomatycznej na Papieskiej Akademii Kościelnej.
1 marca 2008 został mianowany przez Benedykta XVI nuncjuszem apostolskim w Ghanie oraz arcybiskupem tytularnym Magnetum. Sakry biskupiej 1 maja 2008 udzielił mu Sekretarz Stanu Tarcisio Bertone.
22 lutego 2013 został mianowany nuncjuszem apostolskim w Salwadorze. 13 kwietnia 2013 został równocześnie akredytowany nuncjuszem apostolskim w Belize. 17 marca 2018 papież Franciszek przeniósł go na stanowisko nuncjusza apostolskiego w swojej ojczystej Argentynie.
Zmarł 12 czerwca 2019.